# 成蟜の乱
成蟜の乱（せいきょうのらん）は、紀元前239年（秦王政8年）に発生した秦王政（後の始皇帝）の弟の成蟜による反乱。『史記』秦始皇本紀に記載があるが、解釈が複数あり、真実はあまりわかっていない。

## 成蟜の乱
※『史記』秦始皇本紀の記載の解釈は数説あり、あくまでもこの記載は一説に過ぎない。
紀元前239年（秦王政8年）、王弟の長安君成蟜が趙を撃った。しかし、屯留で反乱した。反乱討伐軍には将軍の壁が派遣された。乱の詳細は不明である。反乱鎮圧軍の将軍の壁は死んだとされている。成蟜は敗死し、軍吏は皆斬死した。屯留の民は臨洮に遷された。屯留・蒲鶮も反乱に加担したが、鎮圧された。その亡骸は辱めたとある。

## 将軍壁死
上記の「将軍の壁」なる人物は『史記』のこの箇所以外に登場しない。
この箇所の原文「将軍壁死」の解釈も諸説ある。例えば、吉田賢抗の訳注（新釈漢文大系）は『史記会注考証』の考証を参考に「将軍の壁が死んだ」と解釈しているのに対し、『史記正義』は「将軍の成蟜が壁塁内で死んだ」と解釈している。

### 文化的影響
21世紀現代には、原泰久による歴史漫画『キングダム』が、「将軍の壁が死んだ」とする解釈に従い、「壁」というキャラクターを連載初期から登場させている。しかし連載途中でこの解釈に従うのをやめ、「壁」が成蟜の乱で生き残ることになった。このことは単行本第35巻（2014年刊）のあとがきで説明されているが、どの訳注に従ったかは明言されていない。「壁」は同作の各種メディアミックスにも登場し、実写映画版では満島真之介が演じている。